# Edvard Stjernström
Carl Edvard Stjernström, ursprungligen Blomberg, född 11 oktober 1816 i Stockholm, död där 10 februari 1877, var en svensk skådespelare och teaterdirektör. Han var ledare för en teatertrupp verksam i både Sverige och Finland, 1855–1863 direktör och ägare av Mindre Teatern, grundare och direktör för Svenska teatern i Stockholm 1875–1877.

## Biografi
Edvard Stjernström uppges att ha fötts i Pro Patria i Stockholm, men hans föräldrar anges som okända.

### Tidig karriär
Stjernström började 1825 vid Kungliga teaterns balettskola och var från samma år anställd vid Kungliga teaterns kör. 1830–1832 var han elev i Karl XIV Johans kök, där han visade framgång, men trots det övergav kockbanan för teatern. Han antogs som elev vid Dramaten 1833, debuterade som Stanislas i komedin Fredrik och Christine, men avskedades 1836 eftersom han läspade. Efter en tandoperation samma år återanställdes han. Han lärde mer under utländska studieresor.
Åren 1842–1850 var han anställd på Nya Teatern (sedermera Mindre Teatern) och spelade Loke i Lings Agne vid invigningen. Från 1846 var han styresman för scenen under Olof Ulrik Torsslows direktörskap.

### Finska sällskapet
1850–1853 ledde han en egen trupp som hade stor betydelse i den finska teaterhistorien. Hans sällskap, kallat "Finska sällskapet", hade teatermonopol i södra Finland och ensamrätt att använda teatrarna i Åbo och Helsingfors. Det "Finska sällskapet" uppgavs bestå av Wilhelm Åhman, Mauritz Pousette, Lindmark, Dahlgren, Laurent och Sandstedt, makarna Sjöberg, makarna Carl Fredrik Lagerquist, Johanna Charlotta Lagerqvist, Brandt, Bäckgren, Norelius, Grönqvist och Nyfors, Sophia Wilhelmina Lannby samt mamsellerna Nordgren, Sjöberg, Säfström, Lindmark, Lybeck och Uddman. 
1853 tog han sitt finska teatersällskap tillbaka till Sverige.

### Mindre Teatern
Åren 1854–1863 ledde han Mindre Teatern, från 1855 som ägare. Han gjorde också turnéer med sin personal: de invigde Stora Teatern, Göteborg, 15 september 1859. Mindre Teatern såldes till kung Karl XV 1863 och Stjernström drog sig tillbaka från scenen. Från 1866 var han dock återigen verksam som gästskådespelare.

### Svenska Teatern
År 1875 grundade Stjernström Nya Teatern (senare kallad Svenska teatern) på Blasieholmen i Stockholm. Efter hans död leddes teatern av hans änka Louise Stjernström.

### Privatliv
Stjernström gifte sig 1846 med skådespelerskan Sophia Wilhelmina Lamby (1804–1851),och 1854 med pjäsförfattaren Jeanette Granberg (1825–1857) och 1861 med hennes syster Louise Granberg (1812–1907). Han begravdes på Johannes kyrkogård i Stockholm där hans båda senare hustrur är begravda.

## Teater

### Roller (ej komplett)
| År   | Roll                         | Produktion                                                                                 | Teater                      |
| ---- | ---------------------------- | ------------------------------------------------------------------------------------------ | --------------------------- |
| 1833 | Stanislas                    | Fredrik och Christine Eugène Scribe och Henri Dupin                                        | Kungliga Dramatiska Teatern |
| 1836 | Fredrik                      | Den okände sonen August von Kotzebue                                                       | Kungliga Dramatiska Teatern |
| 1842 | Gilbert                      | Maria Tudor Victor Hugo                                                                    | Kungliga Dramatiska Teatern |
| 1842 |                              | Kotteriet Eugène Scribe                                                                    | Kirsteinska huset           |
| 1842 | Napoleon                     | Napoleon och general Bertrand på St. Helena Karl August Nicander                           | Kirsteinska huset           |
| 1842 | Loge                         | Agne Pehr Henrik Ling                                                                      | Nya Teatern                 |
| 1842 |                              | Änkans man Alexandre Dumas den äldre, Anciet Bourgois och Eugène Durieu                    | Nya Teatern                 |
| 1842 | Poligni                      | Giftermål för penningar Eugène Scribe                                                      | Nya Teatern                 |
| 1842 | Lanville                     | Den unge kassören Auguste Arnould och Narcisse Fournier                                    | Nya Teatern                 |
| 1842 | Herrn                        | En herre och ett fruntimmer Xavier, Félix-Auguste Duvert och Augustin-Théodore de Lauzanne | Nya Teatern                 |
| 1842 | Rochus Pumpernickel          | Rochus Pumpernickel Matthäus Stegmayer                                                     | Nya Teatern                 |
| 1845 | Weinberl                     | Nu ska vi roa oss Johann Nestroy                                                           | Nya Teatern                 |
| 1845 | Studenten                    | Studenten i klämman Lars August Weser                                                      | Nya Teatern                 |
| 1846 | Bertrand                     | Marie Jeanne, eller Kvinnan av folket Adolphe d'Ennery och Julien de Mallian               | Mindre teatern              |
| 1846 | Carlos                       | Clavigo Johann Wolfgang von Goethe                                                         | Mindre teatern              |
| 1846 | Herr von Schwach             | Betjänten professor Louis Angely                                                           | Mindre teatern              |
| 1847 | Marinlöjtnant Amadée         | Mormodern Eugène Scribe                                                                    | Mindre teatern              |
| 1847 | Bolingbroke                  | Markisinnan de Villette Charlotte Birch-Pfeiffer                                           | Mindre teatern              |
| 1847 | Polisministern               | Statsfångarne, eller Höger och venster hand Jean-François Bayard och Charles Lafont        | Mindre teatern              |
| 1847 | Beckmark                     | Skomakaren och hans fru Oscar Andersson                                                    | Mindre teatern              |
| 1847 | Herr Guilleri                | Skrattvurmen Jean-François Bayard och Antoine Simonnin                                     | Mindre teatern              |
| 1847 | Victor d'Herigny             | Figaros dotter Mélesville                                                                  | Mindre teatern              |
| 1847 | Pacheco                      | Allas gudson Émile Souvestre                                                               | Mindre teatern              |
| 1847 | Krigsministern               | Hofvet i Bieberack Paul Vermond, Édouard Lafargue och Siraudin                             | Mindre teatern              |
| 1851 |                              | Ur livets strid Fredrik Berndtson                                                          | Humlegårdsteatern           |
| 1868 | Poirier, f.d. klädeshandlare | Klädeshandlaren och hans måg Émile Augier och Jules Sandeau                                | Kungliga Dramatiska Teatern |
| 1875 | Advokat Berentz              | Ett handelshus Bjørnstjerne Bjørnson                                                       | Nya teatern                 |
| 1875 | Harpagon                     | Den girige Molière                                                                         | Nya teatern                 |
| 1876 | Spelhusvärden                | Spelaren August Wilhelm Iffland                                                            | Nya teatern                 |
| 1876 | Abbé Claude                  | Abbén på äventyr Laurencin och Clairville                                                  | Nya teatern                 |
| 1876 |                              | I Sverige 1676 Louise Stjernström                                                          | Nya teatern                 |
| 1876 | Doktor Bernardet             | Kotteriernas makt Eugène Scribe                                                            | Nya teatern                 |

- Don Carlos i Schillers skådespel
- Mortimer i Maria Stuart
- Ferdinand i Kabal och kärlek
- Max Piccolomini i Wallensteins död
- Hernani
- Pariserpojken
- Don Cesar de Bazano
- Farinelli i Nathan den vise
- Markis d’Auberive i Moderna vinglare
- Mercutio i Romeo och Julia
- Petruccio i Så tuktas en argbigga
- huvudrollen i Tant Basu
- Germany i Trettio år av en spelares levnad mot Mauritz Pousette och Wilhelm Åhman och Albertina Säfström
- Petter Seglats i Urdur mot fru Lagerqvist och Gustava Lindman
- Orgon i Tartuffe mot Åhman, Lagerqvist och Lindman, allt i Finland 1850-53
- Gustaf Adolf i Regina von Emeritz mot fru Lagerqvist, Pousette och Hilma Sjöberg i Helsingfors säsongen 1852-53
- titelrollen i Konung Karl X Gustav 1857-58.

I hans trupp fanns bl.a. Mauritz och Charlotte Pousette och Helfrid Kinmansson som de främsta.

## Rollporträtt

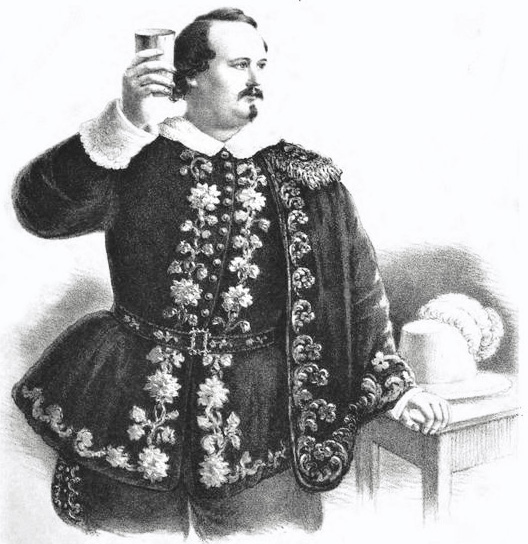
Litograferat rollporträtt. 1852.
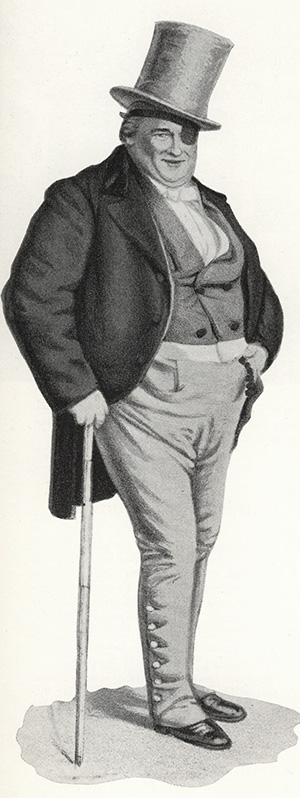
Som von Posterts i Spelaren. 1876.